# Executive Order 8802

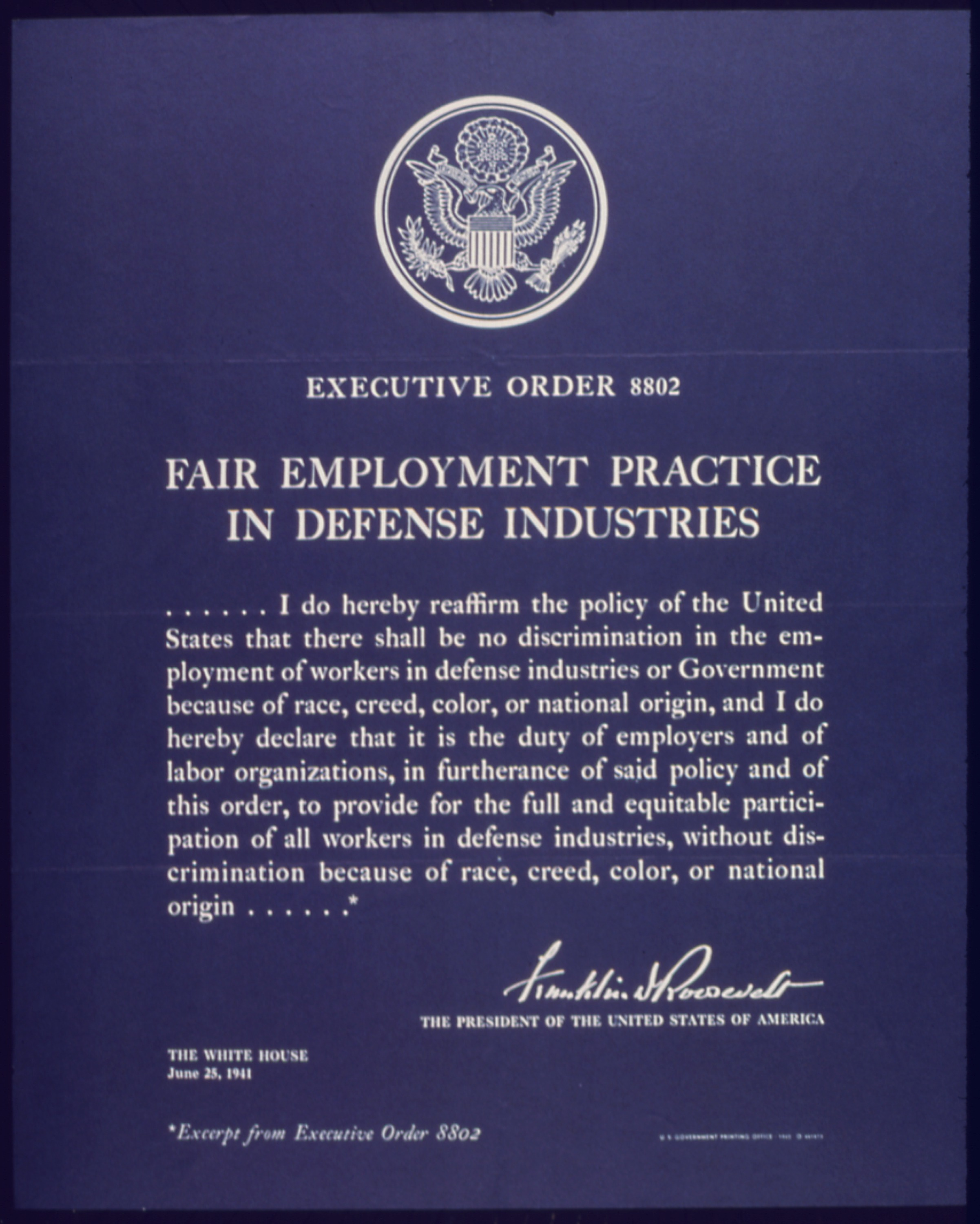
"Executive Order No. 8802", Fair Employment Practice in Defense Industries

L'Executive Order 8802 est signé par Franklin Delano Roosevelt le 25 juin 1941 pour interdire la discrimination ethnique ou raciale dans l'industrie de la défense des États-Unis. Il vise également à mettre en place un comité pour l'accès égal à l'emploi. Il s'agit de la première action fédérale à promouvoir l'égalité des chances et à interdire la discrimination à l'embauche aux États-Unis. Le facteur ethnique, qui prive beaucoup d'Italiens et d'Allemands de contribuer à l'effort de guerre, est une motivation principale de Roosevelt.
Roosevelt critique la discrimination à l'embauche et ses conséquences :
« There is evidence available that needed workers have been barred from industries engaged in defense production solely because of considerations of race, creed, color or national origin, to the detriment of workers' morale and of national unity. »
« Nous avons la preuve que des travailleurs dont nous avons besoin ont été éloignés d'industries de la production pour la défense seulement à cause de leur race, de leur croyance, de leur couleur ou de leur origine nationale, au détriment du moral des travailleurs et de l'unité nationale. »
Les militants pour les droits civiques A. Philip Randolph et Walter White organisent une manifestation à Washington, D.C. en 1941 pour protester contre la discrimination raciale dans l'industrie et l'armée. Ils annulent la manifestation quand l'ordre exécutif est promulgué.